# 鼩肢獸屬
鼩肢獸屬（學名：Galechirus）是種似哺乳爬行動物，屬於獸孔目異齒亞目，生存於二疊紀晚期的南非，外形類似現代蜥蜴，身長約30公分。某些古生物學家認為這種動物是二齒獸類的近親，也有古生物學家認為鼩肢獸是種大型獸孔目的幼年個體。根據牙齒的型態來判斷，鼩肢獸是種以昆蟲為食的動物。